# 田中玄宰
田中 玄宰（たなか はるなか）は、江戸時代後期の会津藩家老。

## 生涯
寛延元年（1748年）、田中玄興の子として誕生。初名は玄堅（はるかた）。
12歳で家を継ぎ、天明元年（1781年）に34歳で家老に任じられた後、会津藩5代藩主・松平容頌、6代藩主・容住、7代藩主・容衆の3代の藩主に仕えた。
当時会津藩に打撃を与えた天明の大飢饉、利根川や荒川の改修、江戸城の手伝い普請、江戸会津藩邸の消失などの窮地を乗り越えるため、財政、産業、軍制、教育など藩政の全てにおいて改革を断行した。特に、会津藩は天明の大飢饉によって財政も窮乏化しており、玄宰は藩主・容頌に領民の救済と藩政の改革を願い出たが受け入れられず、一時病と称して家老を辞職した。
その間、兵学や経済などについて研究して1年後に復権すると「天明の大改革」建議書を上申、大きな成果をあげた。また、殖産興業の奨励が図られ、農民や町人に養蚕・薬用人参・紅花・藍・棉等の栽培・漆器・酒造り・絵ろうそく等の栽培や製造を推奨実行し、今日の会津地方の伝統産業の基礎が築かれた。更に藩校日新館の創設に尽力し教育改革を行うなど、会津藩が天下の雄藩となる基礎を築いた。隣藩・白河藩主で江戸幕府老中も務めた松平定信は家臣に対し、「会津の田中三郎兵衛に笑われることなかれ」と訓戒するほど高く評価された。
文化5年（1808年）、ロシアの攻撃に備えて約1600名の藩士ともに樺太警備にあたり（会津藩の北方警備）、その活躍に幕府をはじめ諸藩から絶賛を得たが、同年、樺太にて死去。享年61。「我が骨は鶴ヶ城と日新館の見えるところに埋めよ」との遺言により、墓はそれらを見渡せる小田山の山頂に設けられた。家督は長男・玄成が相続するも早世し、一瀬家の養子となっていた次男・玄古が帰家してその跡を相続した。
幕末の会津藩家老田中玄清は長男玄成の孫、政治活動家の田中清玄は玄宰の叔父玄通の子孫。また、清玄の二男が早稲田大学総長の田中愛治である。
大正4年（1915年）、従五位を追贈された。

## 田中玄宰をあつかった作品
- 中村彰彦『花ならば花咲かん』（PHP研究所）